# Mike Zonneveld
Mike Zonneveld (Leiden, Países Bajos, 27 de octubre de 1980) es un futbolista neerlandés. Juega de centrocampista y su equipo actual es el NAC Breda.

## Biografía
Zonneveld, que normalmente juega de centrocampista defensivo o por la banda izquierda, empezó su carrera futbolística en las categorías inferiores del Ajax de Ámsterdam.
En 1999 ficha por el Go Ahead Eagles, que por quel entonces militaba en la Eerste Divisie. Su debut como profesional se produjo el 11 de noviembre en un partido contra el FC Dordrecht (4-4).
En 2001 se marcha a jugar al NEC Nijmegen. Allí pronto consiguió convertirse en titular indiscutible, pero al año siguiente sufrió una grave lesión de rodilla que le impidió jugar (solo disputó un encuentro esa temporada). Al final, el 3 de diciembre de 2003 tuvo que pasar por el quirófano para poder recuperse de la lesión. 
En febrero de 2004 ficha por el NAC Breda. Su primer año fue bueno, jugando bastantes partidos, pero al año siguiente jugó muy poco debido a una nueva lesión. En la temporada 2006-07, ya completamente recuperado, se convirtió en un jugador fundamental para su equipo (disputó 31 partidos de liga y marcó seis goles).
En 2007 se marcha a jugar con su actual club, el PSV Eindhoven, que pagó por él 450.000 euros. Consigue proclamarse campeón de la Eredivisie en su primera temporada. Con el PSV también ha ganado una Supercopa de los Países Bajos.

## Clubes
| Club            | País         | Año       |
| --------------- | ------------ | --------- |
| Go Ahead Eagles | Países Bajos | 1999-2001 |
| NEC Nijmegen    | Países Bajos | 2001-2004 |
| NAC Breda       | Países Bajos | 2004-2007 |
| PSV Eindhoven   | Países Bajos | 2007-2009 |
| FC Groningen    | Países Bajos | 2009-2010 |
| AEL Limassol    | Chipre       | 2010-2011 |
| NAC Breda       | Países Bajos | 2011-     |

## Títulos
- 1 Liga de los Países Bajos (PSV Eindhoven, 2008)
- 1 Supercopa de los Países Bajos (PSV Eindhoven, 2008)